# Fables
Fables is een Amerikaanse stripreeks van Bill Willingham en wordt verdeeld door DC/Vertigo. In 2010 publiceerde De Vliegende Hollander een tweetal door Arend-Jan Van Oudheusden naar het Nederlands vertaalde bundels. In 2013 begon RW Uitgeverij opnieuw met een Nederlandse reeks, vertaald door Peter de Bruin. Hierbij is gekozen voor hetzelfde formaat als de Amerikaanse Deluxe-edities.
Gezien de strip grotendeels is gebaseerd op personages uit het publieke domein zijn velen gekend bij het algemene publiek zoals Sneeuwwitje, de Boze Wolf, Prins Charmant, Pinokkio en Geppetto, Rapunzel, Mowgli, Assepoester, ... Echter, in Fables draaien de verhaallijnen niet over het eigenlijke sprookje waaruit deze personages komen. De Boze Wolf, die zichzelf Bigby (Big B. als in Big Bad) noemt, is het hoofdpersonage uit de reeks. Hij heeft de mogelijkheid om zich een menselijke gedaante aan te nemen. Bigby is sheriff van Fabletown en ziet toe dat het bestaan van Fabletown een geheim blijft voor de buitenwereld.
De reeks gaat over verschillende personages, die Fables worden genoemd, uit diverse sprookjes, sagen, legenden en volksverhalen. De Fables woonden oorspronkelijk in "Homelands", maar vluchtten of werden verbannen door "The Adversary". Hij is in feite Geppetto, een dictator die de macht overnam. Veel van de Fables zijn gevlucht naar het geheime "Fabletown" in New York en de "Farm" op Staten Island. Fabletown is voorbehouden voor inwoners die een menselijke vorm hebben of kunnen aannemen. Daardoor kunnen zij zich publiekelijk vertonen. Alle andere Fables verblijven in de Farm.
Fables verscheen maandelijks en werd afgerond in de zomer van 2015. Het laatste deel, nummer 150, was extra dik en vormde tevens paperback-editie 22.

## Verhaallijnen
- Legends in Exile (nl: Legenden in ballingschap)[1] (editie 1 tot 5)

Een introductie van Fabletown waar sherif Bigby de moord onderzoekt op Roodkapje.
- Animal Farm (nl: De Dierenboerderij)[1]" (editie 6 tot 10)

Een revolutie breekt uit op de Farm.
- Bag 'O Bones (editie 11)

De verhaallijn speelt zich af tijdens de Amerikaanse Burgeroorlog waar Jack Horner een manier vindt om Magere Hein te ontvluchten.
- A Two-Part Caper (editie 12 en 13)

Tommy Sharp, een New Yorkse journalist, verneemt over het bestaan van Fabletown. De Fables moeten reageren.
- Storybook Love (editie 14 tot 17)

Blauwbaard zet een plan op om Bigby en Sneeuwwitje te laten vermoorden door Goudlokje. Prins Charmant heeft de intentie om zich kandidaat te stellen als burgemeester van Fabletown.
- Barleycorn Brides (editie 18)

Bigby vertelt aan De kikkerkoning een verhaal over de tradities van Smalltown.
- March of the Wooden Soldiers (editie 19 tot 21 en 23 tot 27)

Prins Charmant heeft zich kandidaat gesteld als burgemeester van Fabletown. The Adversary stuurt zijn troepen naar Fabletown voor een militaire aanval.
- Cinderella Libertine (editie 22)

Assepoester's frivole levensstijl lijkt enkel schijn te zijn.
- War Stories (editie 28 en 29)

Bigby's avonturen tijdens de Tweede Wereldoorlog.
- The Long Year (editie 30 tot 33)

Sneeuwwitje bevalt en haar kind heeft (nog) niet de mogelijkheid om een menselijke vorm aan te nemen. Daardoor zijn zij genoodzaakt om te verhuizen naar de Farm. Bigby is daar niet toegelaten en gaat daarom vrijwillig in ballingschap. Sneeuwwitje ontdekt dat de Noordenwind de vader is van Bigby en ontmoet een van zijn andere kinderen. Deze wordt door Sneeuwwitje uitgezonden om de Noordenwind te zoeken.
- Jack Be Nimble (editie 34 en 35)

Jack gaat naar Hollywood om een filmstudio op te richten.
- Homelands (editie 36 tot 38 en 40 tot 41)

Little Boy Blue gaat op missie naar de Homelands met de bedoeling The Adversary te vermoorden. Zo achterhaalt hij de werkelijke identiteit van de dictator.
- Meanwhile (editie 39)

Behandelt de gebeurtenissen in Fabletown tijdens Little Boy Blue's missie.
- Arabian Nights (and Days) (editie 42 tot 45)

Sinbad en zijn delegatie bezoeken Fabletown om een alliantie te vormen om zo The Adversary te kunnen verslaan.
- The Ballad of Rodney and June (editie 46 en 47)

Het liefdesverhaal van Rodney en June, twee tinnen soldaten uit het leger van The Adversary.
- Wolves (editie 48 and 49)

Mowgli gaat op zoek naar de vermiste Bigby om hem een bericht uit Fabletown te bezorgen.
- Happily Ever After (editie 50)

Bigby keert terug en trouwt met Sneeuwwitje.
- Big and Small (editie 51)

Assepoester zet haar missie in Cloud Kingdom verder. Ze moet zichzelf in een muis veranderen en een geneesheer overtuigen om een medicijn te maken voor de zieke reuzenkoning.
- Sons of Empire (editie 52 tot 55)

The Adversary houdt een conferentie met de Imperial Elite over Fabletown.  Pinocchio moet een keuze maken betreffende zijn loyaliteit.
- Jiminy Christmas (editie 56)

De Kerstman wordt kenbaar gemaakt als een Fable.
- Father and Son (editie 57 en 58)

Bigby vindt dat het tijd is om enkele zaken met zijn vader te vereffenen. Bigby achterhaalt dat zijn broers en zussen meer beest dan mens zijn.
- Burning Questions (editie 59)

Enkele open verhaallijnen uit de reeds eerder uitgegeven edities worden opgehelderd in verhalen van een viertal pagina's.
- The Good Prince (editie 60 tot 63 en 65 tot 69)

Kikkerkoning Flycatcher heeft de dood van zijn vrouw nooit verwerkt.
- The Birthday Secret (editie 64)

In de Farm beginnen enerzijds de voorbereidingen van de oorlog en anderzijds deze voor de verjaardag van Bigby's kinderen.
- Kingdom Come (editie 70)

Boy Blue en Roodkapje hebben het over hun relatie.  Flycatcher's offer is naar de Farm overgebracht.
- Skullduggery (editie 71 en 72)

Assepoester betaalt haar schulden af aan heks Frau Totenkinder door op missie te gaan in het zuiden.
- War and Pieces (editie 73 to 75)

Fabletown en Empire trekken naar de oorlog.
- Around the Town (editie 76)

Een nieuwe inwoner van Fabletown krijgt een rondleiding.
- The Dark Ages (editie 77 to 81)

Een nieuw era begint in Fabletown nu de oorlog afgelopen is. Echter, in een ver land is een duistere kracht verezen.
- Waiting for the Blues (editie 82)

Een epiloog van "The Dark Ages".
- The Great Fables Crossover (editie 83 to 85)

Bigby en het beest hebben een gewelddadig gevecht. Roodkapje belandt in een depressie.  Badger voorspelt de teurgkeer van Boy Blue.
- Boxing Days (editie 86)

Mister Dark, een boeman, vertelt hoe hij vast kwam te zitten in een magische doos door een groep imperiale soldaten.
- Witches (editie 87 tot 91)

In Fabletown wordt vergaderd hoe men Mister Dark kan verslaan. De vliegende aap Bufkin, Baba-Yaga en enkele andere monsters komen vast te zitten in een verlaten kantoor.
- Out to the Ball Game (editie 92 en 93)

In de New Yorkse wijk Haven wordt een moord gepleegd tijdens een baseballspel.
- Rose Red (editie 94 tot 98)

Er is chaos in de Farm omdat verschillende fracties de controle willen overnemen. Roodkapje moet de orde herstellen en ontdekt dat ze haar eigen grootste vijand is.
- Dark City (editie 99)

Mister Dark gebruikt zijn krachten om een nieuwe citadel in New York te bouwen.
- Single Combat (editie 100)

Een confrontatie tussen Frau Totenkinder en Mister Dark.
- The Ascent (editie 101)

Bufkin belandt in het Land van Ev, een aanpalend land van Oz.
- Super Team (editie 102 tot 106)

Ozma en enkele Fables spelen enkele superheroïsche stripfiguren na.
- Waking Beauty (editie 107)

Behandelt het lot van de verslagen Emperische hoofdstad die overwoekerd werd door doornen.
- Inherit the Wind (editie 108 tot 111)

De noordenwind wordt opgevolgd door Sneeuwwitje ofwel door de kinderen van Bigby. In Ev richt Bufkin een verzet op om de gnomenkoning te verslaan.
- "All in a Single Night" (editie 112)

Een verhaal gebaseerd op A Christmas Carol met Roodkapje als hoofdpersonage.
- In Those Days (editie 113)

Een aantal kortverhalen
- Cubs in Toyland (editie 114 tot 121)

Sneeuwwitje en Bigby's welp Therese komen terecht in een mysterieus land dat wordt bewoond door afgedankt speelgoed.
- The Destiny Game (editie 122 - 123)

Een kijk hoe het noodlot werkt in het universum van Fables.
- After (editie 124)

Bufkin en Lily’s heroïsche avonturen.
- Snow White (editie 125 tot 129)

Prins Brandish beweert dat Sneeuwwitje zijn wettelijke vrouw is.
- June Bug (editie 130)

De dochter van June Bug en de tinnen soldaten, ondertussen mensen geworden, bezoeken Castle Black.
- Camelot (editie 131 tot 133 en 135 tot 137)

De ridders van de ronde tafel gaan op een heilige queeste om Fabletown te herstellen in zijn oorspronkelijke staat.
- Deeper into the Woods (editie 134)

Bigby bevindt zich in een bos dat lijkt op hetgeen waar hij vroeger in op jacht ging. Hij ontmoet een oude vriend.
- Root and Branch (editie 138)

Dit verhaal gaat over Geppetto in een ver verleden.
- The Boys in the Band (editie 139-140)

Peter Piper, Joe Shepherd, de gelaarsde kat en Doornroosje gaan op reis naar Schotland.
- Happily Ever After (editie 141-149)

Koning Arthur, Morgan le Fay, Roodkapje en Sneeuwwitje: Camelot heeft voor hen een rollenspel.
- Farewell (editie 150 )

De fabels leven nog lang en gelukkig.

## Filmadaptie
Warner Bros. is momenteel bezig met de voorbereidingen om een film te maken gebaseerd op Fables.

## Computerspel

### The Wolf Among Us
Op 17 februari 2011 kondigde Telltale Games het episodiche avonturenspel The Wolf Among Us aan. Het duurde tot 11 oktober 2013 eer het eerste deel verscheen. Het spel is een prequel van de stripboeken.

### Dark parables
Het spel Dark Parables bevat elementen uit Fables.